# Argyresthia ruidosa
Argyresthia ruidosa is een vlinder uit de familie van de pedaalmotten (Argyresthiidae). De wetenschappelijke naam van de soort werd in 1940 gepubliceerd door Braun.